# Associação de Voleibol de Barbados
A Associação de Voleibol de Barbados  (em inglêsːBarbados Volleyball Association,BVA) é  uma organização fundada em 1968 que governa a pratica de voleibol em Barbados, sendo membro da Federação Internacional de Voleibol e da Confederação da América do Norte, Central e Caribe de Voleibol, a entidade é responsável por  organizar  os campeonatos nacionais de  voleibol masculino e feminino no país.